# 天津市耀华中学红桥学校
天津市耀华中学红桥学校，简称耀华红桥学校，位于天津市红桥区习艺所南街4号，由天津市红桥区教育局和天津市耀华中学在原天津市第五中学芥园道校区的校址上合作办学，建立天津市耀华中学红桥学校。
2022年8月，天津市红桥区教育局与天津市耀华中学签订《天津市红桥区教育局天津市耀华中学合作办学协议》，根据合作协议，双方将建立教师联合培养机制，由天津市耀华中学为天津市耀华中学红桥学校提供师资保障。2023年夏季，天津市耀华中学红桥学校开始招生。
2023年3月，天津市耀华中学作为牵头校成立天津市耀华中学教育集团，天津市第二耀华中学、天津市耀华中学红桥学校为成员。